# Osman Hadžić
Osman Hadžić, född 9 september 1966 i Cazin, Bosnien och Hercegovina, är en bosniakisk folksångare. En av hans mest kända låtar är "Ja Tebe Volim" (Jag älskar dig). De flesta av hans sånger relaterar till kärlek. Han har arbetat tillsammans med bland andra Dino Merlin, med vilken han släppt singeln "Pustite me" (Släpp mig eller låt mig gå) och sjungit duett med Goga Sekulić, på låten "Tvoje oči" (Dina ögon).
Han bor i staden Sanski Most och på sin fritid spelar Hadžić tennis och fotboll. Han kör en BMW 320 och Golf IV. Han är muslim. Han har sju syskon.

## Diskografi
- Lažu oči zelene (1989)
- Nikad više snježana (1991)
- Za njom plaću crne oči (1993)
- Obriši suze baksuze (1994)
- Nije čudo što te volim ludo (1997)
- Ostarit ćemo(2000)
- Prezime (2002)
- Zbog ljubavi (2005)
- I ovako i onako (2007)